# Darantasia cuneiplena
Darantasia cuneiplena es un heterócero de la familia Erebidae. Habita en bosques de tierras bajas en Sondalandia y las Filipinas.